# Il ragazzo giusto (romanzo)
Il ragazzo giusto (A Suitable Boy) è un romanzo del 1993 dello scrittore Vikram Seth.

## Storia editoriale
Il romanzo, diviso in diciannove parti e lungo oltre 1300 pagine, è ispirato a Il sogno della camera rossa. Nel 2009 Seth ha annunciato di essere impegnato alla stesura di un seguito, intitolato A Suitable Girl.

## Trama
Nella nuova India indipendente, Rupa Mehra cerca di combinare il matrimonio della figlia Leta con il "ragazzo giusto", anche se la studentessa universitaria diciannovenne rifiuta le richieste della madre e del fratello Arun. Nonostante le sue proteste, è costretta scegliere tra tre pretendenti: Kabir, Haresch e Amit.

## Accoglienza
Accolto positivamente dalla critica, il romanzo vinse il Commonwealth Writers Prize e il WH Smith Literary Award nel 1994. Nel 2014 il Telegraph lo ha inserito nella lista dei migliori dieci romanzi asiatici, mentre nel 2019 The Independent lo ha citato tra i migliori dodici romanzi indiani.

## Adattamenti
Nel 2020 Mira Nair ha diretto l'omonimo adattamento televisivo, sceneggiato da Andrew Davies e prodotto dalla BBC.

## Edizioni
- Il ragazzo giusto, traduzione di Lidia Perria, Milano, TEA, 2014, OCLC 955461028.